# Söğüt, Çavdır
Söğüt là một thị trấn thuộc huyện Çavdır, tỉnh Burdur, Thổ Nhĩ Kỳ. Dân số thời điểm năm 2010 là 2.847 người.